# Ачитский муниципальный округ
Ачи́тский городско́й о́круг — муниципальное образование в Свердловской области России. Относится к Западному управленческому округу
Административный центр — посёлок городского типа (до 1 октября 2017 года рабочий посёлок) Ачит.
С точки зрения административно-территориального устройства области, городской округ находится в границах административно-территориальной единицы Ачитский район.
С 1 января 2025 года имеет статус муниципального округа.

## География
Городской округ расположен на юго-западе области. Округ расположен в пределах приподнятой равнины Уфимского плато и Предуралья. Территория округа составляет 2076 кв.км. Граничит с Пермским краем, Красноуфимским округом, Артинским городским округом, Нижнесергинским муниципальным районом и городским округом Староуткинском.
Район расположен в пределах приподнятой равнины Уфимского плато и предуралья. Абсолютные высоты: 300—400 м. Тектоника: Русская платформа, Герцинская складчатость. Полезные ископаемые: природный газ, нефть (в малом количестве). Месторождения торфа, глины, песчано-гравийных материалов.
Климатический пояс — умеренный, климатическая область — умеренно континентальная; средняя температура января: −16º С; средняя температура июля: +17º С; осадки: 500—600 мм в год; kувл > 1.
По Ачитскому району протекает река Уфа.
Почвы
Серые лесные; дерново-подзолистые; аллювиальные; горно-лесные бурые; чернозёмы оподзоленные и выщелоченные.
Растительный и животный мир
Природная зона — северная лесостепь.
Фауна
- Млекопитающие: заяц-русак, суслик, косуля, лось, кабан, бурый медведь;
- пресмыкающиеся: прыткая ящерица.

Флора
Леса: средне- и южно-таёжные сосновые с елью и лиственно-сосновые зелёномошные и травяные. В равнинной части в сочетании с сосновыми заболоченными лесами.
Сельскохозяйственные земли на месте луговых степей и остепнёных лугов.

## История
Ачитский район был образован 27 февраля 1924 года в составе Кунгурского округа Уральской области. Первоначально район включал в себя 13 сельсоветов: Афанасьевский, Ачитский, Берёзовский, Быковский, Верхне-Иргинский, Верхне-Тисинский, Кошаевский, Коневский, Судницинский, Тюшинский, Утинский, Чатлыковский, Ялымский. 1 января 1932 года Ачитский район ликвидирован и введен в состав Красноуфимского района.
25 января 1935 года постановлением ВЦИК Ачитский район был восстановлен в составе Свердловской области и включал сельсоветы Артемейковский, Афанасьевский, Ачитский, Березовский, Быковский, Верхнепотамский, Верхнесаинский, Гайнинский, Зуевский (Сажинский), Кленовский, Корзуновский, Русско-Потамский, Судницинский, Тюшинский, Утинский и Ялымский. В 1936 году Березовский с/с был передан в Шалинский район. В том же году были образованы Малоуткинский и Уфимский с/с, а Гайнинский с/с был упразднён. В 1939 году были упразднены Артемейковский и Верхнепотамский с/с.
В 1945 году Зуевский и Кленовский с/с были переданы из Ачитского района в новый Бисертский район.
В 1954 году Судницинский с/с был переименован в Уфимский. В 1957 году из Манчажского района в Ачитский был передан Верх-Арийский с/с. В 1958 году Ялымский с/с был переименован в Заринский.
В 1960 году Верх-Арийский с/с был переименован в Арийский. В 1961 году Арийский с/с был передан в Манчажский район. С 1 февраля 1963 года по 30 декабря 1966 года Ачитский район был упразднен, его территория входила в состав Красноуфимского района. В состав восстановленного района вошли Арийский, Афанасьевский, Ачитский, Бакряжский, Заринский, Каргинский, Ключевской, Корзуновский, Русско-Потамский, Судницинский, Тюшинский и Утинский с/с. В 1968 году Ачит получил статус рабочего посёлка.
В 1975 году Утинский с/с был переименован в Большеутинский. В 1977 году был упразднён Судницынский с/с и образован Верх-Тисинский с/с.
В 1996 году было образовано муниципальное образование Ачитский район. Администрация Ачитского района стала называться администрацией муниципального образования Ачитский район.
10 ноября 1996 года муниципальное образование было включено в областной реестр.
С 31 декабря 2004 года Ачитский район как муниципальное образование был наделён статусом городского округа. Рабочий посёлок Уфимский был отнесён к категории сельских населённых пунктов к виду посёлок.
В 2005 году был принят новый Устав и с 1 января 2006 года муниципальное образование стало называться Ачитский городской округ.
В рамках административно-территориального устройства области, административно-территориальная единица Ачитский район продолжает существовать.
15 февраля 2016 года был упразднён Ачитский районный суд.

## Население
| 2002    | 2009    | 2010    | 2011    | 2012    | 2013    | 2014    | 2015    |
| ------- | ------- | ------- | ------- | ------- | ------- | ------- | ------- |
| 19 132  | ↘17 494 | ↘16 807 | ↘16 760 | ↘16 589 | ↘16 465 | ↘16 345 | ↘16 256 |
| 2016    | 2017    | 2018    | 2019    | 2020    | 2021    | 2023    |         |
| ↘16 132 | ↘16 031 | ↘15 792 | ↘15 574 | ↘15 459 | ↘14 005 | ↘13 837 |         |

### Национальный состав
Русские, марийцы, татары, украинцы, башкиры.

## Состав
В состав городского округа и района входят 54 населённых пункта. В городском округе они административно подчинённы 11 (до 2012 года было 13) территориальным органам местной администрации — территориальным управлениям. Район до 1 октября 2017 года включал 11 территориальных единиц (1 рабочий посёлок и 10 сельсоветов).
В августе 2022 года Дума Ачитского городского округа провела опрос местного населения по вопросу присвоения наименования населённого пункта «деревня Ольховка». Деревня Ольховка была образована решением Свердловского облисполкома №339 от 13 мая 1959 года и упразднена решением №1099 от 30 декабря 1976 года. Однако 15 июля 2010 года она была вновь образована (в непосредственном подчинении районного центра). В сентябре 2022 года предложение администрации Ачитского городского округа о присвоении наименования «деревня Ольховка» было направлено на рассмотрение в правительство Свердловской области и утверждено 27 сентября 2022 года. В марте 2023 года наименование Ольховка было утверждено правительством РФ.
| №  | Населённый пункт | Тип населённого пункта      | Население | Территориальное управление городского округа | Территориальная единица района |
| -- | ---------------- | --------------------------- | --------- | -------------------------------------------- | ------------------------------ |
| 1  | Алап             | деревня                     | ↘0        | Русскопотамское                              | Русскопотамский сельсовет      |
| 2  | Артемейкова      | деревня                     | ↘82       | Русскопотамское                              | Русскопотамский сельсовет      |
| 3  | Афанасьевский    | посёлок                     | ↘149      | Афанасьевское                                | Афанасьевский сельсовет        |
| 4  | Афанасьевское    | село                        | ↘624      | Афанасьевское                                | Афанасьевский сельсовет        |
| 5  | Ачит             | пгт, административный центр | ↘4602     | Ачитское                                     | рабочий посёлок Ачит           |
| 6  | Бакряж           | село                        | ↘633      | Бакряжское                                   | Бакряжский сельсовет           |
| 7  | Безгодова        | деревня                     | ↗6        | Арийское                                     | Арийский сельсовет             |
| 8  | Большой Ут       | село                        | ↘437      | Большеутинское                               | Большеутинский сельсовет       |
| 9  | Быково           | село                        | ↘211      | Бакряжское                                   | Бакряжский сельсовет           |
| 10 | Верхний Арий     | деревня                     | ↘61       | Арийское                                     | Арийский сельсовет             |
| 11 | Верхний Потам    | деревня                     | ↘215      | Русскопотамское                              | Русскопотамский сельсовет      |
| 12 | Верх-Тиса        | деревня                     | ↘210      | Верхтисинское                                | Верхтисинский сельсовет        |
| 13 | Волки            | деревня                     | ↘2        | Большеутинское                               | Большеутинский сельсовет       |
| 14 | Гайны            | деревня                     | ↘345      | Заринское                                    | Заринский сельсовет            |
| 15 | Давыдкова        | деревня                     | ↘70       | Верхтисинское                                | Верхтисинский сельсовет        |
| 16 | Дербушева        | деревня                     | ↗10       | Бакряжское                                   | Бакряжский сельсовет           |
| 17 | Еманзельга       | деревня                     | ↘58       | Ключевское                                   | Ключевской сельсовет           |
| 18 | Еремеевка        | деревня                     | ↘19       | Большеутинское                               | Большеутинский сельсовет       |
| 19 | Заря             | посёлок                     | ↘666      | Заринское                                    | Заринский сельсовет            |
| 20 | Зернобаза        | посёлок                     | ↘13       | Заринское                                    | Заринский сельсовет            |
| 21 | Зобнина          | деревня                     | ↘2        | Тюшинское                                    | Тюшинский сельсовет            |
| 22 | Ильята           | деревня                     | ↘20       | Арийское                                     | Арийский сельсовет             |
| 23 | Карги            | село                        | ↘300      | Каргинское                                   | Каргинский сельсовет           |
| 24 | Катырева         | деревня                     | ↘64       | Ключевское                                   | Ключевской сельсовет           |
| 25 | Кирчигаз         | деревня                     | ↘27       | Каргинское                                   | Каргинский сельсовет           |
| 26 | Киршовка         | деревня                     | ↘1        | Большеутинское                               | Большеутинский сельсовет       |
| 27 | Ключ             | деревня                     | ↘0        | Афанасьевское                                | Афанасьевский сельсовет        |
| 28 | Ключ             | село                        | ↘207      | Ключевское                                   | Ключевской сельсовет           |
| 29 | Колтаева         | деревня                     | ↘12       | Большеутинское                               | Большеутинский сельсовет       |
| 30 | Комаровка        | деревня                     | →0        | Каргинское                                   | Каргинский сельсовет           |
| 31 | Конёвка          | деревня                     | ↘73       | Ключевское                                   | Ключевской сельсовет           |
| 32 | Корзуновка       | деревня                     | ↘214      | Корзуновское                                 | Корзуновский сельсовет         |
| 33 | Кочкильда        | деревня                     | ↘64       | Ачитское                                     | рабочий посёлок Ачит           |
| 34 | Лузенина         | деревня                     | ↘18       | Большеутинское                               | Большеутинский сельсовет       |
| 35 | Лямпа            | деревня                     | ↘117      | Большеутинское                               | Большеутинский сельсовет       |
| 36 | Малый Ут         | деревня                     | ↘81       | Большеутинское                               | Большеутинский сельсовет       |
| 37 | Марийские Карши  | деревня                     | ↘254      | Русскопотамское                              | Русскопотамский сельсовет      |
| 38 | Нижний Арий      | деревня                     | ↘284      | Арийское                                     | Арийский сельсовет             |
| 39 | Ольховка         | деревня                     |           | Тюшинское                                    | Тюшинский сельсовет            |
| 40 | Осыплянский      | посёлок                     | ↘0        | Афанасьевское                                | Афанасьевский сельсовет        |
| 41 | Осыпь            | деревня                     | ↘35       | Афанасьевское                                | Афанасьевский сельсовет        |
| 42 | Первомайский     | посёлок                     | ↘1        | Корзуновское                                 | Корзуновский сельсовет         |
| 43 | Поедуги          | деревня                     | →2        | Русскопотамское                              | Русскопотамский сельсовет      |
| 44 | Русские Карши    | деревня                     | ↘54       | Верхтисинское                                | Верхтисинский сельсовет        |
| 45 | Русский Потам    | село                        | ↘923      | Русскопотамское                              | Русскопотамский сельсовет      |
| 46 | Рябчиково        | посёлок                     | ↘1        | Афанасьевское                                | Афанасьевский сельсовет        |
| 47 | Сажина           | деревня                     | ↘5        | Тюшинское                                    | Тюшинский сельсовет            |
| 48 | Сарга            | деревня                     | ↘34       | Афанасьевское                                | Афанасьевский сельсовет        |
| 49 | Сосновая Гора    | деревня                     | ↘1        | Большеутинское                               | Большеутинский сельсовет       |
| 50 | Судницына        | деревня                     | ↘45       | Арийское                                     | Арийский сельсовет             |
| 51 | Тёплый Ключ      | деревня                     | →0        | Каргинское                                   | Каргинский сельсовет           |
| 52 | Тюш              | деревня                     | ↘125      | Тюшинское                                    | Тюшинский сельсовет            |
| 53 | Уфимский         | посёлок                     | ↘2432     | Уфимское                                     | рабочий посёлок Ачит           |
| 54 | Ялым             | деревня                     | ↘158      | Заринское                                    | Заринский сельсовет            |

### Упразднённые населённые пункты
- Решением Облисполкома № 778 от 11.10.1972 упразднены населённые пункты, прекратившие существование: деревня Маркова Арийского сельсовета; посёлок Верх-Сарга и деревни Вязовка, Зеленина, Селищева Афанасьевского сельсовета; деревня Журавлёвка Каргинского сельсовета; деревни Сосновка и Усть-Сарга Русско-Потамского сельсовета; деревни Верх-Ута и Юр Утинского сельсовета.
- 27 ноября 2001 годы были упразднены деревни Верх-Бисертский Ут и Горбунова[36] (Корзуновского и, соответственно, Бакряжского сельсоветов[37]).

## Достопримечательности
Археологический памятник — следы древнего поселения Кирчигал у с. Каргинское.

## Хозяйство
Сельскохозяйственные угодья составляют от общей земельной площади более 35 %.